# Nacionalni park Great Smoky Mountains
Nacionalni park Great Smoky Mountains jedan je od 58 nacionalnih parkova Sjedinjenih Američkih Država, smješten u dvije američke savezne države, Tennessee i Sjeverna Karolina, te kroz njega prolazi njihova granica koja se pruža od sjeveroistoka prema jugozapadu kroz središnji dio parka. U njemu raste iznimno velik broj biljnih vrsta (oko 3.500), uključujući 130 vrsta drveća, što je gotovo isti broj kao u cijeloj Europi. U ovim nedirnutim šumama, koje nam predočavaju kako su nekad izgledale umjerene šume prije djelovanja čovjeka, obitava veliki broj ugroženih životinjskih vrsta, uključujući najviše vrsta daždevnjaka na svijetu. Zbog toga je Nacionalni park Great Smoky Mountains upisan na UNESCO-ov popis mjesta svjetske baštine u Sjevernoj Americi 1983. godine.
Park Great Smoky Mountains je s oko 9.500.000 posjetitelja godišnje najposjećeniji nacionalni park u Sjedinjenim Američkim Državama.

## Zemljopisni podaci
Ovaj nacionalni park okružuje grebensku crtu gorja Great Smoky koje su dijelom planinskog lanca Blue Ridge, a one su dio većeg gorja Apalači. Na njegovoj površini od 2.108,76 km² nalazi se 16 vrhova u nizu viših od 1.829 m, dok su manji vrhovi s obje strane ove osi. Oni tvore nazubljene litice s usjecima između njih u obliku slova „V”, tako da tvore vodoslivni kompleks mnogih manjih planinskih potoka. U parku se nalaze 22 potoka, a kako sastav tla čine tvrde prekambrijske magmatske stijene gnajsa i škriljevca, gotovo svi teku na samoj površini tla bez usjecanja u stijene.

## Prirodne odlike
Bioraznolikost NP Great Smoky Mountains predstavlja floru i faunu umjerenog klimatskog pojasa koja je preživjela ledena doba pleistocena, uključujući najveće ostatke arkto-tercijarne geoflore (od kasnog mezozoika do polovice kenozoika) na svijetu. Zahvaljujući tomu, može se istraživati pojava flore kasnog pleistocena, ali i njezina evolucija. Bioraznolikost parka je veća od ekosustava umjerenog pojasa sličnih veličina, a njegova nedirnutost je jedinstvena, pa npr. u njemu raste najveća šuma crvene smreke (Picea rubens) na svijetu.
Također, gorje Great Smoky je tijekom ledenog doba bilo sklonište mnogim životinjama, pa danas u njemu živi veliki broj endemskih vrsta (njih oko 50 vrsta), uključujući najveći broj endemskih vrsta mekušaca u SAD-u i najveći broj vrsta daždevnjaka na svijetu. Tu obitava i nekoliko vrsta šišmiša i preko 200 vrsta ptica, te 70 vrsta riba, te mnogi pauci insekti, uključujući preko 100 vrsta tulara i obalčara.
Neke ugrožene vrste u parku su: endemična biljka Noturus baileyi; te sisavci: wapiti, sivi vuk, sjeverna leteća vjeverica (Glaucomys sabrinus), šišmiš Myotis sodalis; i druge vrste kao što su: velika rogata sova (Bubo virginianus), endemski zeleni daždevnjak (Aneides aeneus) i endemska riba Noturus flavipinnis.

## Povijest
Arheološki lokaliteti u NP Great Smoky Mountains su dokazali kako su prapovijesni ljudi, koji su naseljavali ovo područje prije 15.000 godina, bili lovci-sakupljači. U parku postoje dokazi 4 velike pretkolumbovske indijanske kulture: paleoindijanci (18000. pr. Kr.-8000. pr. Kr.), arhajske američke kulture lovaca-sakupljača (8000 pr. Kr.-2000 pr. Kr.), prijelazna kultura šumskih indijanaca (1000. pr. Kr.-1000. god.) i Misisipijska kultura poljoprivrednika (800. – 1500.). Osobito je važno 150 arheoloških lokaliteta kultura šumskih indijanaca s prvim dokazima poljoprivrede na poplavljenim ravnicama, te naseljima od gipsa i kamena mirabilita (natrijev sulfat) na ulazu u špilje.
Današnje prostorije uprave parka su uglavnom nastale od sredine 19. stoljeća do 1920-ih, uključujući mnoge brvnare koje su povijesni i kulturni spomenici SAD-a. One su nastale u vrijeme eksploatacije salitre sa zidova špilja u parku, a koja je bila neophodna za proizvodnju baruta u tvornicama koje su nastale od 1809. do 1819. god. Od privremenih naselja rudara su u parku sačuvane tri crkve i 14 grobalja koje se još uvijek koriste. Nacionalni park Great Smoky Mountains je osnovan 22. svibnja 1926., isključivo novcem federalnih rezervi, a 1976. godine je postao rezervat biosfere. Iako u parku nema stalnih stanovnika, oko 1,740 ljudi živi u pojasu prijelaznog područja oko parka. Samo 25% njih se smatra urbaniziranim stanovništvom, te su uglavnom uključeni u poljoprivredu, turizam i uslužne djelatnosti.

## Vanjske poveznice
Vodič: Great Smoky Mountains National Park na Wikivoyageu
- Udruga Great Smoky Mountains (engl.)
- Fotografije pješačkih staza NP Great Smoky Mountains  Arhivirana inačica izvorne stranice od 5. veljače 2005. (Wayback Machine)

## Ostali projekti
|  | Zajednički poslužitelj ima stranicu o temi Nacionalni park Great Smoky Mountains    |
|  | Zajednički poslužitelj ima još gradiva o temi Nacionalni park Great Smoky Mountains |